# رويلي
رويلي (بالصينية: 瑞丽市) هي مدينة على مستوى مقاطعة، في الصين، تقع في Dehong Dai and Jingpo Autonomous Prefecture ‏، بلغ عدد سكانها 180,627 نسمة، تبلغ مساحتها 1,020 كيلومتر مربع، رمزها البريدي هو 678600.

## المناخ
يظهر الجدول التالي التغييرات المناخية على مدار السنة لرويلي:
| البيانات المناخية لـرويلي         | البيانات المناخية لـرويلي | البيانات المناخية لـرويلي | البيانات المناخية لـرويلي | البيانات المناخية لـرويلي | البيانات المناخية لـرويلي | البيانات المناخية لـرويلي | البيانات المناخية لـرويلي | البيانات المناخية لـرويلي | البيانات المناخية لـرويلي | البيانات المناخية لـرويلي | البيانات المناخية لـرويلي | البيانات المناخية لـرويلي | البيانات المناخية لـرويلي |
| الشهر                             | يناير                     | فبراير                    | مارس                      | أبريل                     | مايو                      | يونيو                     | يوليو                     | أغسطس                     | سبتمبر                    | أكتوبر                    | نوفمبر                    | ديسمبر                    | المعدل السنوي             |
| --------------------------------- | ------------------------- | ------------------------- | ------------------------- | ------------------------- | ------------------------- | ------------------------- | ------------------------- | ------------------------- | ------------------------- | ------------------------- | ------------------------- | ------------------------- | ------------------------- |
| الدرجة القصوى °م (°ف)             | 26.9 (80.4)               | 31.3 (88.3)               | 33.8 (92.8)               | 36.3 (97.3)               | 36.4 (97.5)               | 36.3 (97.3)               | 33.8 (92.8)               | 34.4 (93.9)               | 34.8 (94.6)               | 32.9 (91.2)               | 30.9 (87.6)               | 27.3 (81.1)               | 36.4 (97.5)               |
| متوسط درجة الحرارة الكبرى °م (°ف) | 22.8 (73.0)               | 25.0 (77.0)               | 28.7 (83.7)               | 30.7 (87.3)               | 30.4 (86.7)               | 29.3 (84.7)               | 28.3 (82.9)               | 28.8 (83.8)               | 29.1 (84.4)               | 28.2 (82.8)               | 25.3 (77.5)               | 22.7 (72.9)               | 27.4 (81.4)               |
| المتوسط اليومي °م (°ف)            | 14.8 (58.6)               | 16.8 (62.2)               | 20.3 (68.5)               | 23.3 (73.9)               | 24.9 (76.8)               | 25.5 (77.9)               | 25.0 (77.0)               | 25.2 (77.4)               | 24.9 (76.8)               | 23.2 (73.8)               | 19.4 (66.9)               | 15.9 (60.6)               | 21.6 (70.9)               |
| متوسط درجة الحرارة الصغرى °م (°ف) | 6.9 (44.4)                | 8.6 (47.5)                | 11.9 (53.4)               | 16.0 (60.8)               | 19.4 (66.9)               | 21.8 (71.2)               | 21.8 (71.2)               | 21.7 (71.1)               | 20.8 (69.4)               | 18.2 (64.8)               | 13.6 (56.5)               | 9.1 (48.4)                | 15.8 (60.5)               |
| أدنى درجة حرارة °م (°ف)           | 1.4 (34.5)                | 2.2 (36.0)                | 5.5 (41.9)                | 9.7 (49.5)                | 13.6 (56.5)               | 16.3 (61.3)               | 16.5 (61.7)               | 15.8 (60.4)               | 15.4 (59.7)               | 9.5 (49.1)                | 5.2 (41.4)                | 2.2 (36.0)                | 1.4 (34.5)                |
| معدل هطول الأمطار مم (إنش)        | 8.8 (0.35)                | 19.4 (0.76)               | 22.5 (0.89)               | 53.6 (2.11)               | 149.1 (5.87)              | 268.4 (10.57)             | 323.4 (12.73)             | 257.5 (10.14)             | 166.9 (6.57)              | 109.1 (4.30)              | 63.5 (2.50)               | 11.8 (0.46)               | 1٬454 (57.25)             |
| متوسط الأيام الممطرة (≥ 0.1 mm)   | 2.7                       | 4.4                       | 5.6                       | 11.1                      | 18.2                      | 24.9                      | 27.4                      | 24.4                      | 18.8                      | 13.5                      | 8.4                       | 3.6                       | 163.0                     |
| المصدر: Weather China             |                           |                           |                           |                           |                           |                           |                           |                           |                           |                           |                           |                           |                           |

## التقسيمات الإدارية
- Nongdao [الإنجليزية]‏
- Jiexiang [الإنجليزية]‏
- Mengxiu Township [الإنجليزية]‏
- Wanding [الإنجليزية]‏.